# 藤原雅藤 (鎌倉時代)
藤原 雅雅（ふじわら の まさふじ、嘉禎元年（1235年） - 正和4年（1315年））は、鎌倉時代後期の公卿。

## 官歴
- 正嘉3年（1259年）：従五位下、佐渡守
- 文応2年（1261年）：従五位上
- 弘長3年（1263年）：正五位下
- 弘長4年（1264年）：兵部権少輔
- 文永5年（1268年）：春宮少進
- 文永6年（1269年）：春宮権大進
- 文永11年（1274年）：民部大輔、左衛門権佐
- 文永12年（1275年）：防鴨川使
- 建治3年（1277年）：勘解由次官、蔵人
- 弘安7年（1284年）：右少弁
- 弘安8年（1285年）：左少弁、造興福寺長官
- 弘安10年（1287年）：従四位下、権右中弁
- 弘安11年（1288年）：右中弁、右宮城使、正四位下
- 正応2年（1289年）：右大弁、正四位上、春宮亮、蔵人頭
- 正応3年（1290年）：従三位、参議
- 永仁3年（1295年）：周防権守、正三位
- 永仁4年（1296年）：従二位
- 正安元年（1299年）：権中納言
- 嘉元元年（1303年）：太宰権帥
- 徳治2年（1307年）：賀茂伝奏

## 系譜
- 父：藤原顕雅
- 養子：藤原雅俊
- 実子：藤原雅任
- 実子：藤原雅豊